# Kazimierz Kay-Skrzypecki
Kazimierz Kay-Skrzypecki lub Kazimierz (Kay) Skrzypecki (ur. 1909 w Polsce, zm. 22 stycznia 1964 w Innsbrucku) – brytyjski inżynier, saneczkarz pochodzenia polskiego.
Uzyskał tytuł inżyniera. Na stałe zamieszkiwał w Anglii. Przed 1964 regularnie występował w zawodach saneczkowych w Europie, reprezentując Wielką Brytanię. Był spokrewniony z inż. Jerzym Wojnarem Podczas wielu zawodów przebywał w zażyłości w gronie polskiej kadry narodowej, określany przez polskich reprezentantów jako „wujek”.
21 stycznia 1964 odniósł obrażenia podczas treningu na torze w Igls przed Zimowymi Igrzyskami Olimpijskimi w 1964 w Innsbrucku. Zmarł nazajutrz 22 stycznia 1964 w Innsbrucku. Po śmierci Skrzypeckiego, na miejsce przybyli z Wielkiej Brytanii jego żona i brat. Zgodnie z ich wolą ciało zmarłego zostało przewiezione do Krakowa i pochowane na tamtejszym cmentarzu Rakowickim.
W trakcie przygotowań do Zimowych Igrzysk Olimpijskich w Innsbrucku zginął również australijski narciarz alpejski Ross Milne. Pamięć obu zawodników została uczczona minutą ciszy podczas ceremonii otwarcia ZIO 1964 w Innsbrucku 29 stycznia 1964.